# GPR98
G protein spregnuti receptor 98 je protein koji je kod ljudi kodiran GPR98 genom.
Ovaj protein je član familije G protein spregnutih receptora. On vezuje kalcijum. Izražen je u centralnom nervnom sistemu. On je takođe poznat kao veoma veliki G-protein spregnuti receptor 1, jer je 6300 aminokiselina dug. On sadrži -terminus 7-transmembranaskog domena uobičajene dužine, dok -terminus ima 5900 ostataka uključujući 35 kalks-beta domena vezivanja kalcijuma, i 6 EAR domena. Mutacije ovog gena su asocirane sa Ušerovim sindromom 2. Nekoliko alternativno splajsovanih transkripta je opisano.

## Literatura
- Nakajima D; Okazaki N; Yamakawa H;  . (2003). „Construction of expression-ready cDNA clones for KIAA genes: manual curation of 330 KIAA cDNA clones.”. DNA Res. 9 (3): 99—106. PMID 12168954. doi:10.1093/dnares/9.3.99.
- Staub E; Pérez-Tur J; Siebert R;  . (2002). „The novel EPTP repeat defines a superfamily of proteins implicated in epileptic disorders.”. Trends Biochem. Sci. 27 (9): 441—4. PMID 12217514. doi:10.1016/S0968-0004(02)02163-1.
- Ishikawa K; Nagase T; Suyama M;  . (1998). „Prediction of the coding sequences of unidentified human genes. X. The complete sequences of 100 new cDNA clones from brain which can code for large proteins in vitro.”. DNA Res. 5 (3): 169—76. PMID 9734811. doi:10.1093/dnares/5.3.169.
- Nakayama J; Hamano K; Iwasaki N;  . (2000). „Significant evidence for linkage of febrile seizures to chromosome 5q14-q15.”. Hum. Mol. Genet. 9 (1): 87—91. PMID 10587582. doi:10.1093/hmg/9.1.87.
- Pieke-Dahl S; Möller CG; Kelley PM;  . (2000). „Genetic heterogeneity of Usher syndrome type II: localisation to chromosome 5q.”. J. Med. Genet. 37 (4): 256—62. PMC 1734554 . PMID 10745043. doi:10.1136/jmg.37.4.256.
- Nikkila H; McMillan DR; Nunez BS;  . (2001). „Sequence similarities between a novel putative G protein-coupled receptor and Na+/Ca2+ exchangers define a cation binding domain.”. Mol. Endocrinol. 14 (9): 1351—64. PMID 10976914. doi:10.1210/me.14.9.1351.
- Wiemann S; Weil B; Wellenreuther R;  . (2001). „Toward a catalog of human genes and proteins: sequencing and analysis of 500 novel complete protein coding human cDNAs.”. Genome Res. 11 (3): 422—35. PMC 311072 . PMID 11230166. doi:10.1101/gr.GR1547R.
- Skradski SL; Clark AM; Jiang H;  . (2001). „A novel gene causing a mendelian audiogenic mouse epilepsy.”. Neuron. 31 (4): 537—44. PMID 11545713. doi:10.1016/S0896-6273(01)00397-X.
- McMillan DR, Kayes-Wandover KM, Richardson JA, White PC (2002). „Very large G protein-coupled receptor-1, the largest known cell surface protein, is highly expressed in the developing central nervous system.”. J. Biol. Chem. 277 (1): 785—92. PMID 11606593. doi:10.1074/jbc.M108929200.
- Nagase T, Kikuno R, Ohara O (2002). „Prediction of the coding sequences of unidentified human genes. XXII. The complete sequences of 50 new cDNA clones which code for large proteins.”. DNA Res. 8 (6): 319—27. PMID 11853319. doi:10.1093/dnares/8.6.319.
- Nakayama J; Fu YH; Clark AM;  . (2002). „A nonsense mutation of the MASS1 gene in a family with febrile and afebrile seizures.”. Ann. Neurol. 52 (5): 654—7. PMID 12402266. doi:10.1002/ana.10347.
- Strausberg RL; Feingold EA; Grouse LH;  . (2003). „Generation and initial analysis of more than 15,000 full-length human and mouse cDNA sequences.”. Proc. Natl. Acad. Sci. U.S.A. 99 (26): 16899—903. PMC 139241 . PMID 12477932. doi:10.1073/pnas.242603899.
- Ota T; Suzuki Y; Nishikawa T;  . (2004). „Complete sequencing and characterization of 21,243 full-length human cDNAs.”. Nat. Genet. 36 (1): 40—5. PMID 14702039. doi:10.1038/ng1285.
- Weston MD; Luijendijk MW; Humphrey KD;  . (2004). „Mutations in the VLGR1 gene implicate G-protein signaling in the pathogenesis of Usher syndrome type II.”. Am. J. Hum. Genet. 74 (2): 357—66. PMC 1181933 . PMID 14740321. doi:10.1086/381685.
- Bjarnadóttir TK; Fredriksson R; Höglund PJ;  . (2005). „The human and mouse repertoire of the adhesion family of G-protein-coupled receptors.”. Genomics. 84 (1): 23—33. PMID 15203201. doi:10.1016/j.ygeno.2003.12.004.
- Fu GK; Wang JT; Yang J;  . (2005). „Circular rapid amplification of cDNA ends for high-throughput extension cloning of partial genes.”. Genomics. 84 (1): 205—10. PMID 15203218. doi:10.1016/j.ygeno.2004.01.011.
- Schwartz SB; Aleman TS; Cideciyan AV;  . (2005). „Disease expression in Usher syndrome caused by VLGR1 gene mutation (USH2C) and comparison with USH2A phenotype.”. Invest. Ophthalmol. Vis. Sci. 46 (2): 734—43. PMID 15671307. doi:10.1167/iovs.04-1136.
- Kimura K; Wakamatsu A; Suzuki Y;  . (2006). „Diversification of transcriptional modulation: large-scale identification and characterization of putative alternative promoters of human genes.”. Genome Res. 16 (1): 55—65. PMC 1356129 . PMID 16344560. doi:10.1101/gr.4039406.